# Брашевский стан
Брашевский стан располагался в северной части Коломенского уезда (по доекатерининскому административно-территориальному делению). Просуществовал до губернской реформы Екатерины II. Волость граничила с Усмерским станом Коломенского уезда и волостями Сельной и Гуслицей Московского уезда. Центр - Боршеское городище (многослойное, комплекс памятников в ближайшей округе, кладбище XIV - XVI вв. (возле г. Бронницы).

## Погост
На территории волости располагался один погост на реке Нерской с двумя храмами - Николы Чудотворца и  Флора и Лавра (тёплым).

## Поселения
На территории Брашевского стана существовали следующие поселения (ныне в составе Воскресенского района Московской области):
- Бессоново
- Богатищево
- Бочевино
- Воропаево
- Конобеево
- Левычино
- Леоново
- Медведево
- Никольское
- Новоселово
- Пушкино
- Расловлево
- Силино
- Старая
- Чечевилово